# 1959 في الأرجنتين
فيما يلي قوائم الأحداث التي وقعت خلال عام 1959 في الأرجنتين.

## رياضة
- 1 يناير – كأس أمريكا الجنوبية 1959

## مواليد

### يناير
- 31 يناير – سانتوس لاسيار ملاكم أرجنتيني.

### فبراير
- 8 فبراير – ماوريسيو ماكري[1]

### مارس
- 13 ديسمبر – مارسيلا موريلو مغنية أرجنتينية.

### أبريل
- 2 أبريل – ألبرتو فرنانديز سياسي أرجنتيني.
- 5 أبريل – خوان بابلو باز فيزيائي أرجنتيني.

### مايو
- 9 مايو – كريستيان باش ممثلة أرجنتينية.

### يونيو
- 22 يونيو – تريستان باوير[2]

### يوليو
- 2 يوليو – إدواردو بينغويشيا لاعب كرة مضرب أرجنتيني.
- 19 يوليو – خوان خوسيه كامبانيلا[3]

### أغسطس
- 11 أغسطس – جستافو سيراتي
- 23 أغسطس – خوان بارباس لاعب كرة قدم أرجنتيني.[4]
- 29 أغسطس – رامون دياز لاعب كرة قدم أرجنتيني.[5]

### أكتوبر
- 22 أكتوبر – غوستافو غيريرو لاعب كرة مضرب أرجنتيني.

### ديسمبر
- 11 ديسمبر – غوستافو تيبيرتي لاعب كرة مضرب أرجنتيني.
- 13 ديسمبر – مارسيلا موريلو مغنية أرجنتينية.

## وفيات

### مايو
- 5 مايو – كارلوس سافيدرا لاماس (مواليد 1878) سياسي أرجنتيني.[6]
- 18 مايو – إنريكو غوايتا (مواليد 1910) لاعب كرة قدم إيطالي.

### يوليو
- 16 يوليو – خوسيه دوراند لاغونا (مواليد 1885) لاعب كرة قدم أرجنتيني.